# 법원 서기
법원 서기(court clerk. 영국식 영어: clerk to the court 또는 clerk of the court /klɑːrk/; 미국식 영어: clerk of the court 또는 clerk of court /klɜːrk/)는 법원의 기록 유지 및 증인, 배심원, 대배심원에게 선서를 하고 준비서직을 수행한다. 법원 서기의 기록 관리 임무에는 법원의 공식 기록의 일부가 되도록 법원에 제출하기 위한 문서의 접수, 해당 기록의 보존 및 보호, 일반 대중에게 해당 기록에 대한 접근 권한 제공, 일람표 유지, 기록 등록, 각 사건의 모든 서류와 사건을 나열하는 법원의 회의록 작성 등이 포함된다. 법적 구제의 가용성은 적용 가능한 마감일 이전에 서류를 적시에 제출하느냐에 따라 달라지는 경우가 많기 때문에 이러한 의무는 중요하다.

## 같이 보기
- 재판연구원(law clerk)
- 임상 실습(clinical clerkship)